# Chen Chung Chang
Chen Chung Chang é um matemático estadunidense. Trabalha com teoria dos modelos.
Obteve um PhD na Universidade da Califórnia em Berkeley em 1955, orientado por Alfred Tarski, com a tese Cardinal and Ordinal Factorization of Relation Types. Publicou o livro Chang & Keisler (1990) sobre teoria dos modelos. É proponente da conjectura de Chang. Provou o teorema da partição ordinal ωω→(ωω,3)2, originalmente um problema de Paul Erdős e András Hajnal. É professor emérito do Departamento de matemática da Universidade da Califórnia em Los Angeles.

## Publicações selecionadas
- Chang, Chen Chung; Keisler, H. Jerome (1990), Model Theory, ISBN 978-0-444-88054-3, Studies in Logic and the Foundations of Mathematics 3rd ed. , Elsevier
- C. C. Chang. Algebraic analysis of many-valued logics. Transactions of the American Mathematical Society, 88, 467–490, 1958, doi:10.1090/S0002-9947-1958-0094302-9